# Římskokatolická farnost Boušín
Římskokatolická farnost Boušín je územním společenstvím římských katolíků v rámci náchodského vikariátu královéhradecké diecéze.

## O farnosti

### Historie
Vznik kostela na Boušíně se datuje do 12. století, přičemž od poloviny 13. století je zde doložena plebánie. Kostelík byl později barokně upraven, nová fara byla vystavěna v letech 1728–1730 na místě někdejšího šlechtického dvorce. V letech 1730–1947 byla vedena farní kronika. Duchovní správcové ve farnosti bydleli pouze do roku 1946. Boušín je samotou, zahrnující kostel, faru a čtyři domy.

#### V literatuře
V lese pod kostelem se nachází kaple Panny Marie, připomínající zázračné uzdravení dcery místního zemana z roku 1464. O události se lze dočíst v Babičce Boženy Němcové. Na boušínskou faru umístil Alois Jirásek část děje své románové kroniky U nás.

### Současnost
Farnost je administrována ex currendo z Červeného Kostelce.
| Kostel                        | Místo                     | Bohoslužba             | Bohoslužba                           | Poznámka     |
| ----------------------------- | ------------------------- | ---------------------- | ------------------------------------ | ------------ |
| Kaple Nanebevzetí Panny Marie | Mečov                     | neslouží se pravidelně | neslouží se pravidelně               | obecní kaple |
| Kostel Navštívení Panny Marie | Slatina nad Úpou – Boušín | neděle                 | 11.00 – mimo květen 18.00 – v květnu | farní kostel |
| Kaple Panny Marie             | Slatina nad Úpou – Boušín | neslouží se pravidelně | neslouží se pravidelně               | poutní kaple |